# Liguilla Pré-Libertadores da América
A Liguilla Pré-Libertadores da América (em espanhol: Liguilla Pre-Libertadores de América), também conhecida como Copa Artigas, como passou a ser chamada a partir de 2006, foi uma competição disputada pelas melhores equipes da Primeira Divisão do Campeonato Uruguaio no final de cada temporada. Determinava os clubes que iriam participar das competições da CONMEBOL, em especial da Copa Libertadores da América, principal competição de clubes de futebol da América do Sul.

## Histórico
- De 1974 a 1997, o vencedor do Campeonato Uruguaio também teve de participar da Liguilla Pré-Libertadores. Houve ocasiões em que o campeão uruguaio ficou de fora da Copa Libertadores da América.
- De 1991 a 1998, a Liguilla passou a ter duas vagas disponíveis à Copa CONMEBOL.
- A partir de 1998, o campeão do Campeonato Uruguaio passou a ganhar vaga direta à Copa Libertadores.
- De 2003 a 2004, o torneio passou a ter uma vaga disponível à Copa Sul-Americana.
- Em 2005 não houve disputa da Liguilla, já que o Campeonato Uruguaio daquele ano durou apenas um semestre e logo em seguida começou a edição de 2005–06, a primeira do futebol uruguaio ao estilo da temporada europeia.
- De 2006 (ano em que a competição passou a se chamar Copa Artigas) a 2009, a Liguilla Pré-Libertadores passou a ter duas vagas disponíveis à Copa Sul-Americana.
- Em 2010 foi suspendida a realização do torneio por conta da Copa do Mundo.[1]
- Em 2011 foi suspendida a realização da Liguilla por conta da Copa América e decidido que a competição não seria mais disputada.

## Títulos por equipe
- a ^  Inclui as conquistas do Club Atlético Defensor, antigo nome do clube.